# Ейвон (притока Северну)
Ейвон (англ. Avon) — річка у Великій Британії, притока Северну. Протікає територією графств Лестершир, Нортгемптоншир, Ворикшир, Вустершир і Глостершир в Центральній Англії. Цю річку також називають Верхній Ейвон (Upper Avon), Ворикширський Ейвон (Warwickshire Avon) або Шекспірівський Ейвон (Shakespeare's Avon). Довжина 154 км.
Витік річки знаходиться поблизу села Нейсбі в графстві Нортгемптоншир. Перші кілька кілометрів Ейвон утворює кордон між графствами Нортгемптоншир і Лестершир. На цій ділянці річки утворене Стенфордське водосховище (Stanford Reservoir). На Ейвоні розташовані міста і села Велфорд, Рагбі, Волстон, Лемінгтон-Спа, Ворик, Стратфорд-апон-Ейвон, Велфорд-он-Ейвон, Бідфорд-он-Ейвон, Івшем і Першор. Поблизу Тьюксбері річка впадає в Северн.
Найбільші притоки Ейвона: Лім, Стур, Соув, Дін, Ерроу, Свіфт, Елн, Ісонбурн, Шербурн і Свілгейт.
| Велика Британія | Це незавершена стаття з географії Великої Британії. Ви можете допомогти проєкту, виправивши або дописавши її. |